# Джибладзе, Георгий Николаевич
Джибладзе, Георгий Николаевич (груз. გიორგი ნიკოლოზის ძე ჯიბლაძე, 27 апреля (10 мая) 1913 года, Кутаиси, Российская империя — 23 сентября 1989 года, Тбилиси, СССР) — грузинский советский литературный критик. Действительный член АН Грузинской ССР (с 1960). Действительный член Академии педагогических наук РСФСР (1959). Педагог высшей школы, организатор науки, государственный деятель.

## Биография
Окончил филологический факультет Тбилисского университета (1933).
С 1935 преподавал в Кутаисском педагогическом институте. С 1953 по 1960 год — министр просвещения Грузинской ССР. С 1963 по 1980 — министр высшего и среднего специального образования Грузинской ССР, зав. кафедрой журналистики и эстетики Тбилисского университета. С 1980 вице-президент АН Грузинской ССР.
Ещё студентом начал выступать как литературный критик. Разрабатывал проблемы теории искусства, романтизма и реализма, актуальные вопросы литературы, классического наследия, изучал творчество И. Чавчавадзе, А. Церетели, Г. Эристави, Д. Чонкадзе, Ал. Казбеги, Важи-Пшавелы, М. Джавахишвили, Ш. Дадиани, Л. Киачели, Г. Табидзе, Г. Леонидзе, И. Гришашвили.
Член главной редакции Детской энциклопедии.
Лауреат Государственной премии Грузинской ССР (1987, за монографию об И. Г. Чавчавадзе). Награждён орденами Ленина (дважды), Октябрьской Революции, Трудового Красного Знамени (трижды), «Знак Почёта»
Именем Георгия Джибладзе в 1993 году названа улица в Тбилиси.